# Juliette Usach

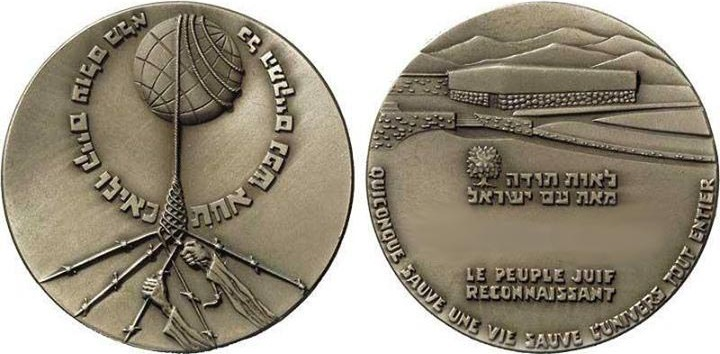
Medalla de Justo entre las naciones.

Juliette Usach (Cataluña, 1899 - Anduze, 1984) fue una médica y educadora española que dirigió la casa de acogida para refugiados «la Guespy» en Chambon-sobre-Lignon durante la Segunda Guerra Mundial. Fue reconocida como Justo entre las Naciones por haber acogido y protegido a numerosos niños judíos, como Alexandre Grothendieck, Rudy Llamada, Lily Braun y Joseph Atlas.

## Biografía

### Médica española, refugiada
Juliette Usach nació en 1899 en España. Su padre fue pastor protestante en Cataluña. Estudió medicina. En 1938, llegó a  Francia como refugiada de la guerra civil española,  y en 1939 se estableció en Chambon-sobre-Lignon con su padre y su hermana.

### Directora de guardería
En 1939, se le ofreció dirigir una guardería creada en Chambon-sobre-Lignon para acoger a los expatriados españoles. La guardería se convirtió rápidamente en un orfanato. Por ese trabajo, claramente vocacional, recibió como compensación únicamente los gastos de alimentación y manutención.
Durante la Segunda Guerra Mundial, la recepción masiva de judíos en Chambon exigió aumentar las estructuras de acogida. En mayo de 1941, el pastor André Trocmé y Auguste Bohny, director del Socorro suizo, decidieron que el establecimiento estuviera bajo la protección de la Cruz Roja, y se dedicara a la acogida de jóvenes judíos.

### Acogida a jóvenes judíos
Juliette Usach dirigió la casa, reformada y rebautizada «la Guespy», que abrió bajo este nombre el 14 de mayo de 1941, y estaba un poco apartada del pueblo. Asumió así la responsabilidad de la primera casa del Socorro suizo abierta en la zona . Acogía unos 25 a 30 jóvenes, casi todos judíos, de seis a dieciocho años.
Originarios de diferentes países, sobre todo de Alemania y de Europa del Este, los jóvenes eran recogidos por Madeleine Dreyfus y la Obra de socorro a los niños (Ose), que los hacían salir de los campos en los que estaban internados, sobre todo del campo de Gurs, para traerlos a lugares seguros como la Guespy. Allí encontraron refugio, por ejemplo, Alexandre Grothendieck, Elizabeth Kaufmann, Rudy Llamada, Lily Braun, Joseph y Victor Atlas, Jean Rachmann, Manfred Goldberger y Hanne Hirsch.
Los jóvenes podían retomar sus estudios. Los que conocían suficientemente el francés asistían al Colegio Cévenol; los demás iban a la escuela primaria o al curso complementario de Roger Darcissac. En 1942, eran seis jóvenes los que iban al colegio; y catorce, a la escuela pública. Un vigilante asistía a Juliette Usach y hacía trabajar a los jóvenes; los resultados escolares eran muy buenos.
Vivían en la Guespy en un clima de gran tolerancia creado por Juliette Usach, con ocho nacionalidades y cuatro religiones diferentes. Una descripción detalla que había en total veinte niños, trece chicos y siete chicas; nueve franceses, y once de Europa central en sentido amplio, incluidos seis jóvenes judíos salidos del campo de Gurs.
Profundamente protestante, Juliette Usach imprimió un clima religioso a la Guespy, pero teñido de tolerancia religiosa y de participación colectiva: los jóvenes podían celebrar las fiestas judías, sobre todo la fiesta de las luces, Hanouka; para esa ocasión, Juliette Usach acompañaba al piano el canto ritual Maoz Tsur, y animaba al joven Rudy Appel a que organizara el ritual, con los niños encendiendo las velas todas las tardes de los ocho días de esta fiesta.
Juliette Usach era consciente de los riesgos que corría, a pesar de los falsos papeles de sus protegidos. El 25 de agosto de 1942, tuvo lugar una redada contra la Guespy y otras casas, sin consecuencia para los niños de la Guespy, gracias a Auguste Bohny, el director del Socorro suizo, que negó el acceso a los gendarmes, afirmando que los niños estaban bajo el amparo del gobierno suizo, y amenazando con  provocar un incidente diplomático.
Una breve descripción de Juliette Usach destacaba que usaba anteojos pequeños, era morena, el cabello con raya en medio y recogido en un pequeño moño. Tenía una pierna más corta que la otra, y cojeaba . La mayoría de sus antiguos protegidos dieron testimonio de su gentileza y de su devoción, así como del clima de tolerancia religiosa que instauró; las chicas la describían como muy estricta, manteniéndolas muy cerca, y prefiriendo a los chicos antes que  a ellas.

### Después de la guerra
Tras la guerra, Usach permaneció en Chambon, y se hizo cargo de una librería, que gestionó de 1950 a 1964. Posteriormente se trasladó a Lyon, donde se unió al ejército de Salvación. Murió el 17 de octubre de 1984 en la fundación Rollin, una casa de retiro protestante de Anduze.

## Reconocimientos
- El instituto Yad Vashem le otorgó el título de Justo entre las naciones a título póstumo el 18 de abril de 1989.[6]